# Episodi di Lincoln Heights - Ritorno a casa (seconda stagione)
La seconda stagione della serie televisiva Lincoln Heights - Ritorno a casa è stata trasmessa negli Stati Uniti dal 4 settembre al 6 novembre 2007 su ABC Family.
| nº | Titolo originale         | Titolo italiano          | Prima TV USA      | Prima TV Italia |
| -- | ------------------------ | ------------------------ | ----------------- | --------------- |
| 1  | Flashpoint               | Una giornata movimentata | 4 settembre 2007  |                 |
| 2  | Peacemaker               | Il costruttore di pace   | 11 settembre 2007 |                 |
| 3  | Grown Folks' Business    | Roba da adulti           | 18 settembre 2007 |                 |
| 4  | The Old Man and the G    | Coppie in crisi          | 25 settembre 2007 |                 |
| 5  | The Feeling That We Have | In pace per un secondo   | 2 ottobre 2007    |                 |
| 6  | The Cost of a T-Shirt    | La maglietta verde       | 9 ottobre 2007    |                 |
| 7  | No Way Back              | Indietro non si torna    | 16 ottobre 2007   |                 |
| 8  | Eye for an Eye           | Occhio per occhio        | 23 ottobre 2007   |                 |
| 9  | Out with a Bang          | Un solo colpo            | 30 ottobre 2007   |                 |
| 10 | The Vision               | La visione               | 6 novembre 2007   |                 |